# Chāpūq
Chāpūq (persiska: چاپوق, چَپيخ, چوپاق) är en ort i Iran.   Den ligger i provinsen Zanjan, i den nordvästra delen av landet, 300 km väster om huvudstaden Teheran. Chāpūq ligger 1 802 meter över havet och antalet invånare är 592.
Terrängen runt Chāpūq är platt åt sydväst, men åt nordost är den kuperad.Runt Chāpūq är det ganska glesbefolkat, med 47 invånare per kvadratkilometer. Närmaste större samhälle är Zarrīnābād, 12,5 km sydost om Chāpūq. Trakten runt Chāpūq består i huvudsak av gräsmarker.